# Аветрана
Аветра̀на (на италиански: Avetrana, на местен диалект l'Aitràna, л'Айтрана) е град и община в Южна Италия, провинция Таранто, регион Пулия. Разположен е на 62 m надморска височина. Населението на града е 7094 души (към 31 юли 2010).